# Uspen
För andra betydelser, se Uspen (olika betydelser).
Uspen är en sjö i Lerums kommun i Västergötland och ingår i Göta älvs huvudavrinningsområde. Sjön är 26 meter djup, har en yta på 1,49 kvadratkilometer och befinner sig 95 meter över havet. Sjön avvattnas av vattendraget Kullaån.

## Delavrinningsområde
Uspen ingår i det delavrinningsområde (641027-129727) som SMHI kallar för Utloppet av Uspen. Medelhöjden är 130 meter över havet och ytan är 13,74 kvadratkilometer. Det finns ett avrinningsområde uppströms, och räknas det in blir den ackumulerade arean 18,92 kvadratkilometer. Kullaån som avvattnar avrinningsområdet har biflödesordning 3, vilket innebär att vattnet flödar genom totalt 3 vattendrag innan det når havet efter 43 kilometer. Avrinningsområdet består mestadels av skog (84 %). Avrinningsområdet har 1,5 kvadratkilometer vattenytor vilket ger det en sjöprocent på 10,9 %.